# Suvo Grlo (Istok)
Pour l’article homonyme, voir Suvo Grlo (Srbica).
Suhogërllë en albanais et Suvo Grlo en serbe latin (en serbe cyrillique : Суво Грло) est une localité du Kosovo située dans la commune/municipalité d'Istog/Istok et dans le district de Pejë/Peć. Selon le recensement kosovar de 2011, elle compte 895 habitants.

## Démographie

### Évolution historique de la population dans la localité
| 1948 | 1953 | 1961 | 1971 | 1981 | 1991  | 2011 |
| ---- | ---- | ---- | ---- | ---- | ----- | ---- |
| 603  | 661  | 722  | 730  | 980  | 1 089 | 895  |

|  |

### Répartition de la population par nationalités (2011)
En 2011, les Albanais représentaient 99,89 % de la population.